# Hecalus hepneri
Hecalus hepneri är en insektsart som beskrevs av Beamer 1948. Hecalus hepneri ingår i släktet Hecalus och familjen dvärgstritar. Inga underarter finns listade i Catalogue of Life.